# Активно стицање знања
Активно усвајање знања означава квалитет учења које се заснива на примјени разноврсних активности оног који учи - сензорних, практичних, изражајних, мисаоних, па се постигнути домет учења процјењује на основу јачине и ширине примијењених одговарајућих активности.
Супротно активном стоји пасивно усвајање знања, које се заснива на условним рефлексима, принципу покушаја и погрешака, као и механичком опонашању без разумијевања. Механичко меморисање своди се на једнострану и сиромашну активност.